# Lighter (canção de Kyle Alessandro)
"Lighter" é uma canção do cantor e compositor norueguês Kyle Alessandro. Foi escrita e produzida pelo próprio Alessandro, em parceria com Adam Woods. A canção foi lançada a 24 de janeiro de 2025 e representou a Noruega no Festival Eurovisão da Canção de 2025. Alcançou a 11.ª posição na tabela de singles da Noruega.

## Composição
A canção foi escrita e produzida por Kyle Alessandro e Adam Woods. Alessandro afirma que a canção foi inspirada na sua mãe, que lhe disse, após um diagnóstico de cancro, que ele nunca deveria perder a sua luz. A canção fala sobre lutar de volta após uma adversidade e encontrar esperança, mesmo nos momentos difíceis. No refrão, ele repete a afirmação de que é o seu próprio isqueiro.

## Recepção
O crítico Tor Martin Bøe atribuiu à performance ao vivo três pontos em seis no jornal norueguês Verdens Gang. Descreveu a canção como «pop de Game of Thrones» e criticou o facto do drop não ter conseguido ser verdadeiramente memorável. Anteriormente, atribuiu à própria canção dois pontos em seis possíveis. Bøe criticou, entre outras coisas, a metáfora contida no refrão, em que se diz que agora se é à prova de fogo porque se é o próprio isqueiro. No Dagbladet, Alessandro recebeu cinco pontos em seis possíveis pela sua performance no Melodi Grand Prix. O crítico Ralf Lofstad descreveu o refrão como cativante.

## Festival Eurovisão da Canção

### Melodi Grand Prix 2025
A 16 de janeiro de 2025, Alessandro foi anunciado como um dos concorrentes do Melodi Grand Prix 2025 com a canção «Lighter». A canção venceu a competição, conquistando o direito de representar a Noruega no Festival Eurovisão da Canção em Basileia, na Suíça, em maio de 2025.